# تامپسون کورنر (آیووا)
تامپسون کورنر (به انگلیسی: Thompson Corner) یک منطقهٔ مسکونی در ایالات متحده آمریکا است که در آیووا واقع شده‌است. تامپسون کورنر ۳۶۶٫۹۸ متر بالاتر از سطح دریا قرار دارد.